# Grjótagjá
La Grjótagjá è una piccola grotta lavica nei pressi del lago Mývatn in Islanda, interessata da alcune fonti termali. 
All'inizio del XVIII secolo il fuorilegge Jón Markusson viveva nei dintorni e utilizzava la grotta per farsi il bagno. Fino al 1970 Grjótagjá rimase un luogo di balneazione popolare, tuttavia durante le eruzioni occorse tra il 1975 e il 1984 la temperatura dell'acqua è salita a oltre 50 °C. 
Negli anni successivi la temperatura è andata diminuendo, anche se non abbastanza per immergersi agevolmente.
Attualmente è utilizzato come sito di balneazione alternativo alla vicina grotta lavica Stóragjá.
A Grjótagjá è stata girata parte del quinto episodio della terza stagione della serie televisiva Il Trono di Spade, intitolato "Baciata dal fuoco".